# Лажу, Жак де
Жак де Лажу (фр. Jacques de Lajoüe; 1686, Париж, Королевство Франция — 12 апреля 1761, там же) — живописец-пейзажист, декоратор, рисовальщик-орнаменталист французского рококо. С 1721 года член Королевской академии живописи и скульптуры.

## Жизнь и творчество
Биографических сведений о художнике сохранилось крайне мало. Известно, что Жак де Лажу был женат на Мариан Дерлен. Сын Жака де Лажу — Жак Габриэль (1730—1810) — стал королевским прокурором в Шатле.
Жак де Лажу, его жена и маленький сын в необычном наряде представлены на картине, написанной Лажу-отцом: «Автопортрет с семьёй» (1737), хранящейся в парижском Лувре. В картине очевидны влияния Антуана Ватто и Франсуа Буше.
Жак де Лажу был мастером архитектурных фантазий, он придумывал орнаменты для декоративных композиций Клода Жилло, Антуана Ватто, Жюста-Ореля Мейссонье, и Жиль-Мари Оппенора. Его рисунки гравировал Габриэль Юкье и издавал альбомами в помощь другим художникам-декораторам. Как живописец Жак де Лажу стремился подражать А. Ватто, но не достигал уровня этого выдающегося художника. Жак де Лажу изображал сады и парки с павильонами, скульптурами и фонтанами, архитектурные виды. Как человека эпохи Просвещения его привлекали аллегории: Истории, Воспитания, Природы, Науки (Ботаники, Оптики) с соответствующими аллегорическими фигурами, атрибутами, рокайлями, картушами и девизами. В орнаментальных обрамлениях очевидны сочетания элементов рококо и неоклассицизма.
В 1740 году Жак де Лажу опубликовал сборник гравюр с характерными мотивами, ставшими классикой стиля рококо, под названием «Пейзажи и перспективы» (Paysages et Perspectives). 
Несколько рисунков Жака де Лажу хранятся в собрании Эрмитажа в Санкт-Петербурге. Они были приобретены А. А. Половцовым на парижских аукционах из коллекций М. Карре и А. Берделе для Центрального училища технического рисования барона Штиглица. В 1924 году поступили в собрание Эрмитажа.

## Галерея

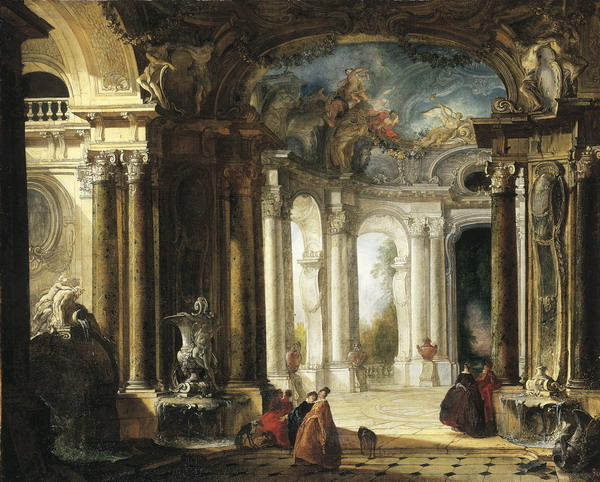
Интерьер дворца в стиле барокко с элегантной компанией, беседующей у фонтанов. 1740-е гг. Холст, масло
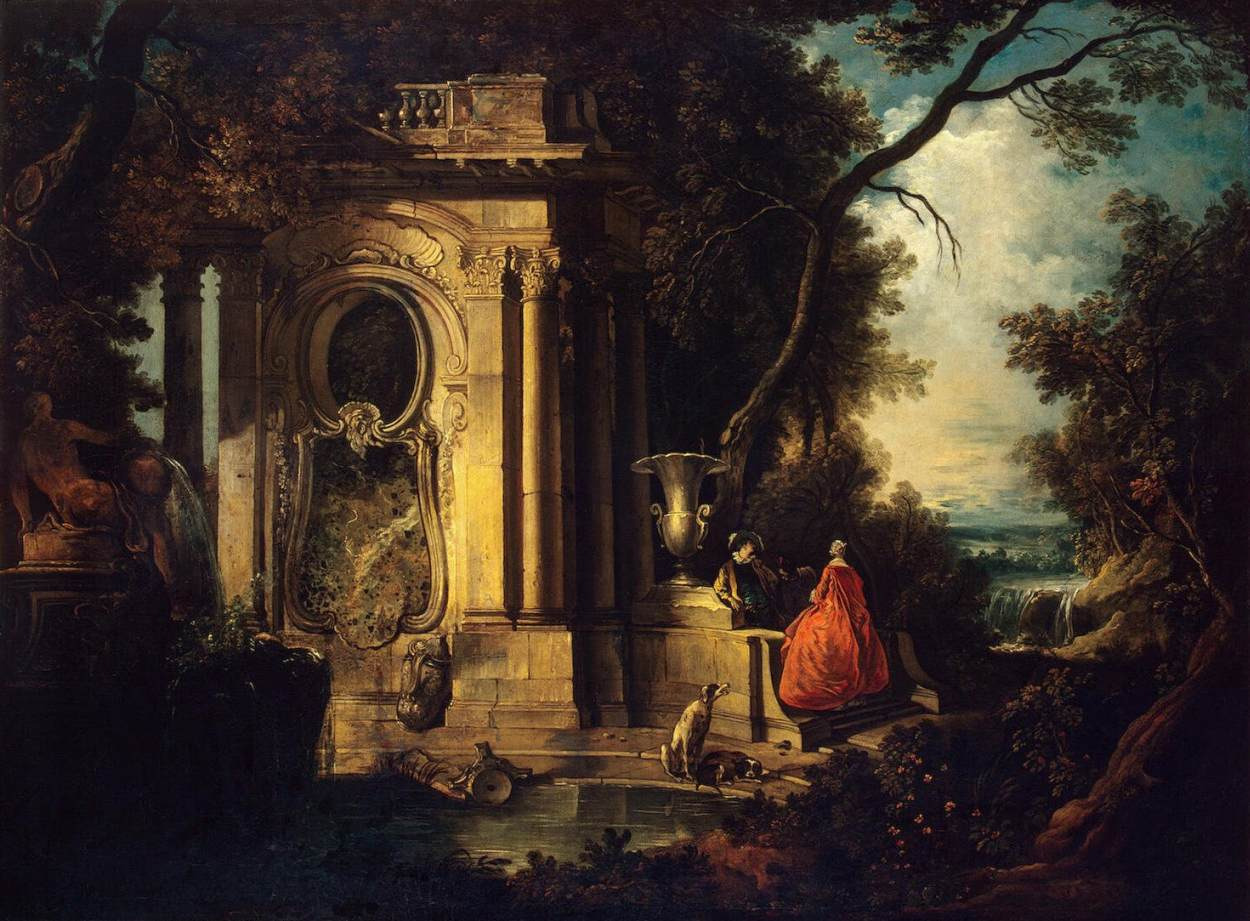
Сцена в парке. 1740-е гг. Холст, масло. Государственный Эрмитаж, Санкт-Петербург
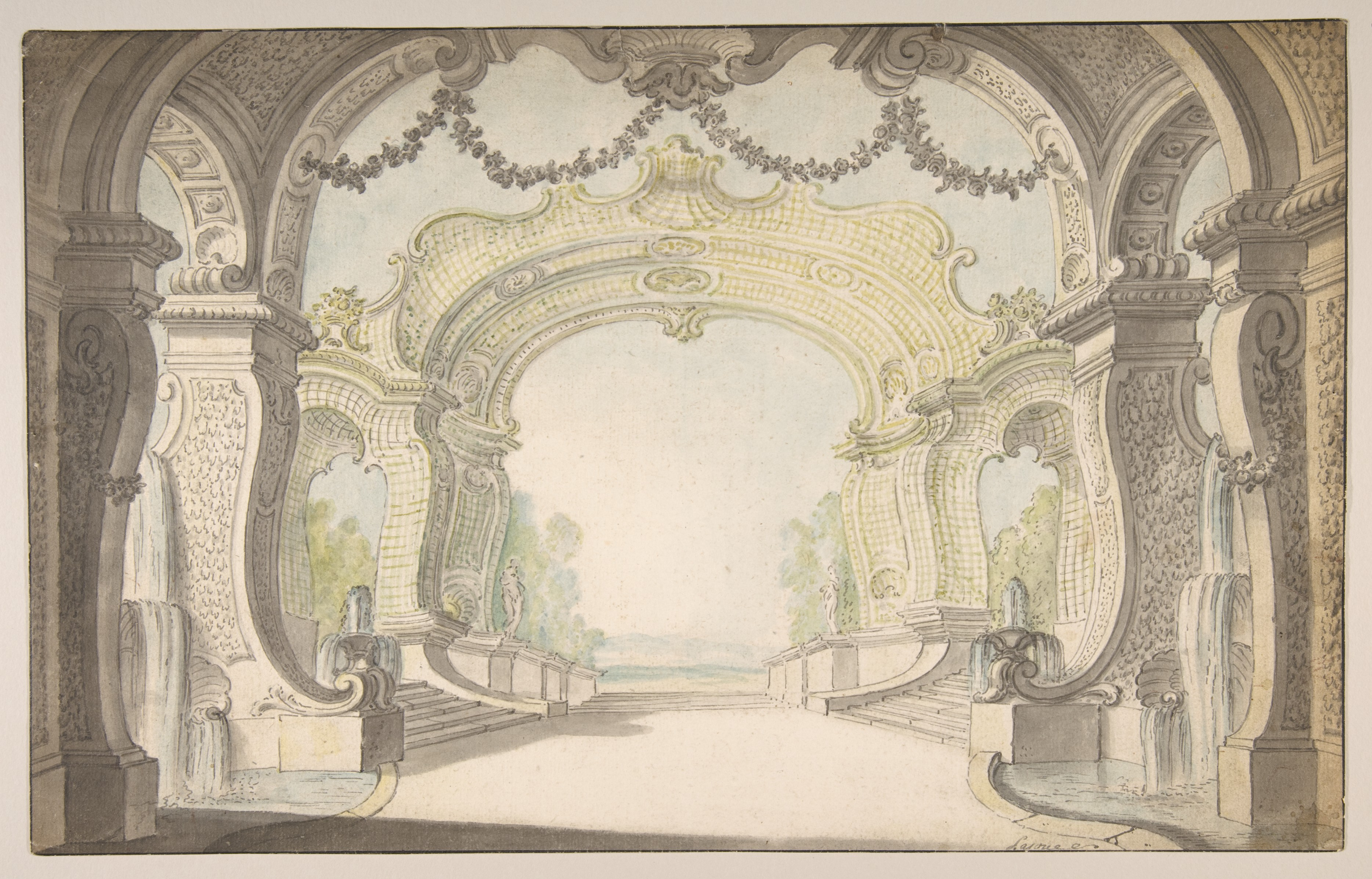
Эскиз театральной декорации. Бумага, тушь, кисть, акварель. Метрополитен-музей, Нью-Йорк
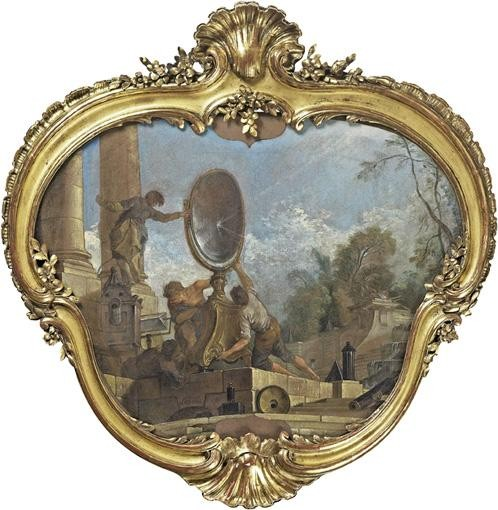
Алегория оптики
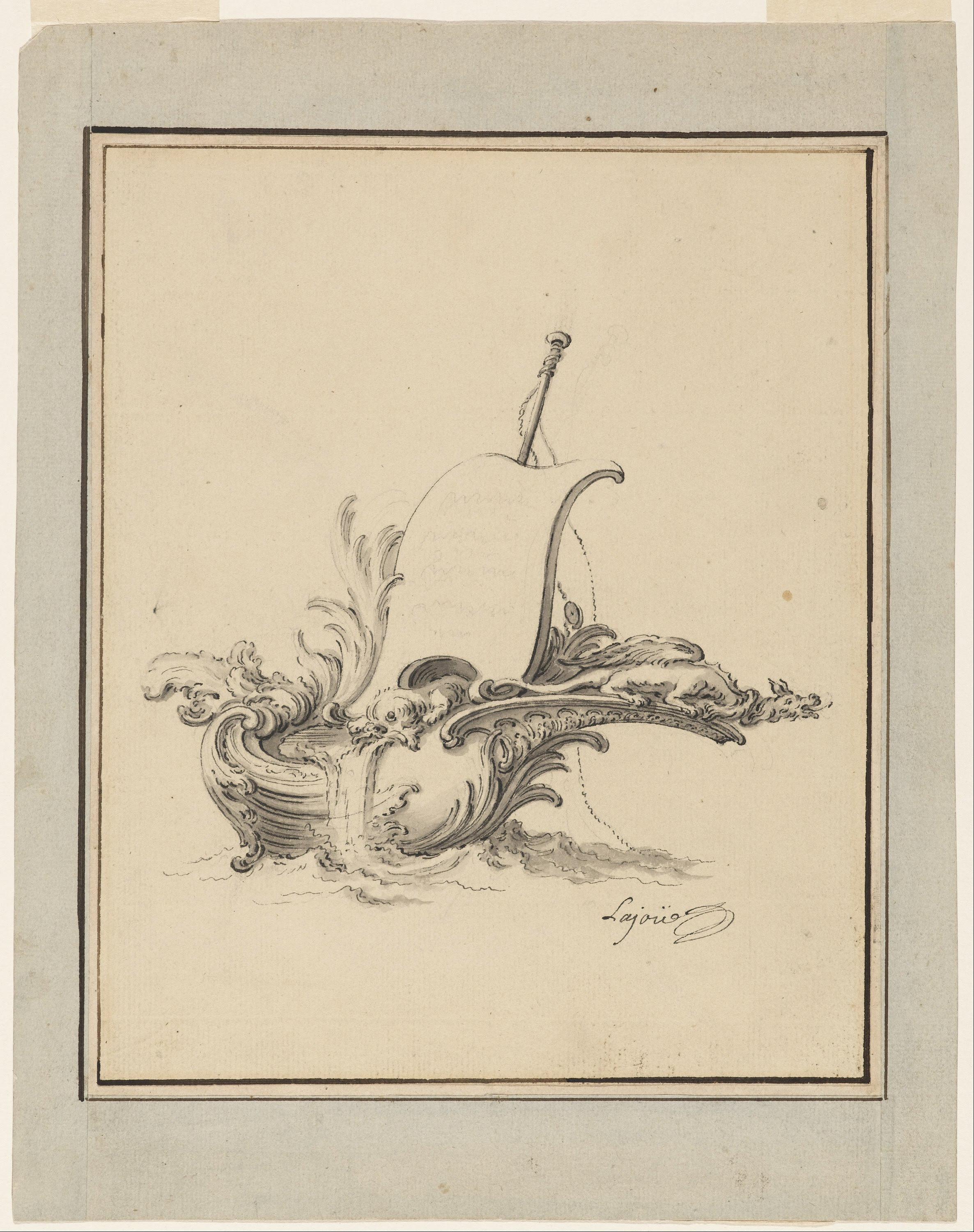
Корабль-рокайль. Из серии «Новая коллекция различных картушей». 1734. Бумага, тушь, перо, кисть. Смитсоновский музей дизайна Купер Хьюитт, Нью-Йорк
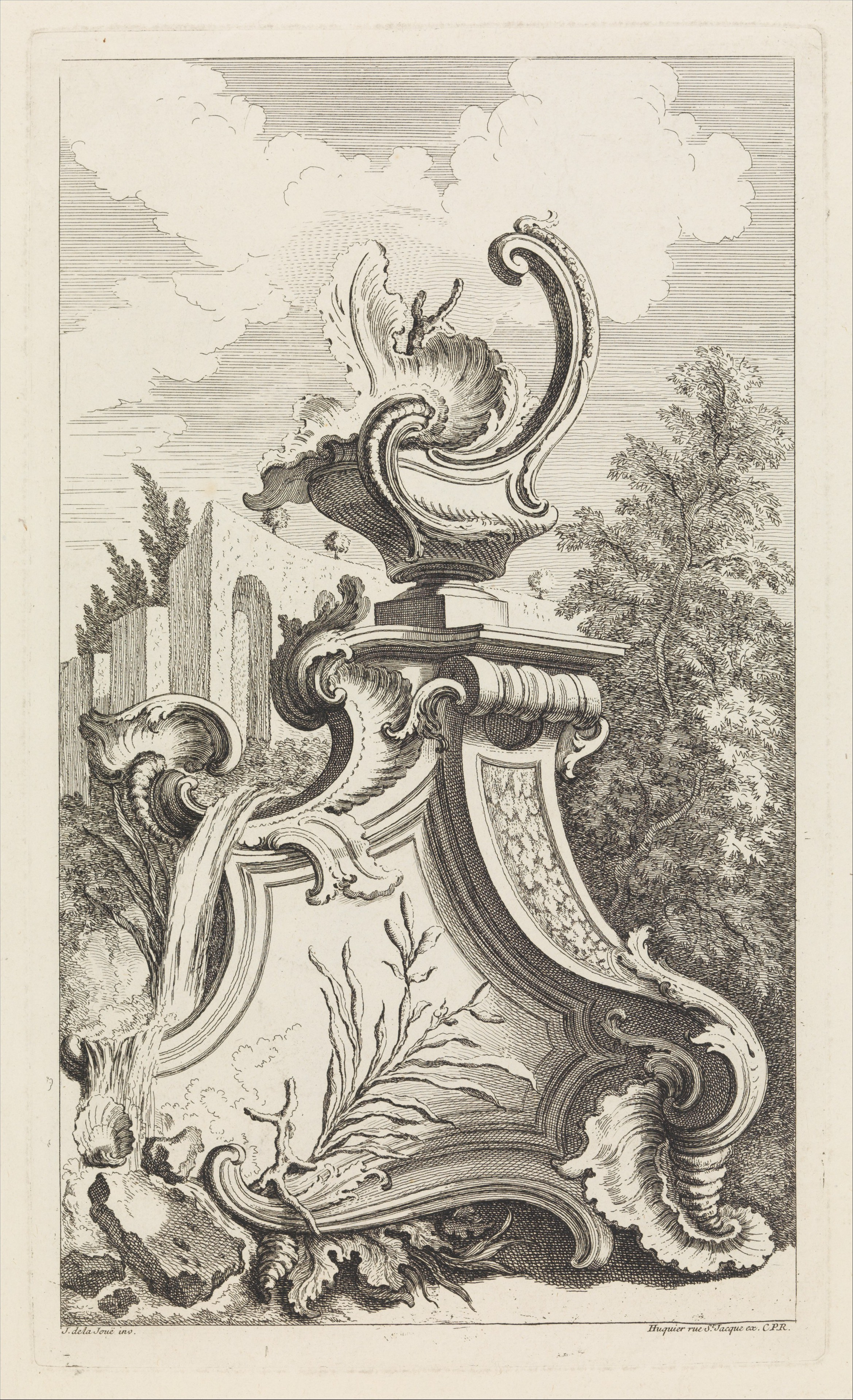
Композиция из серии «Книга ваз». Офорт Г. Юкье
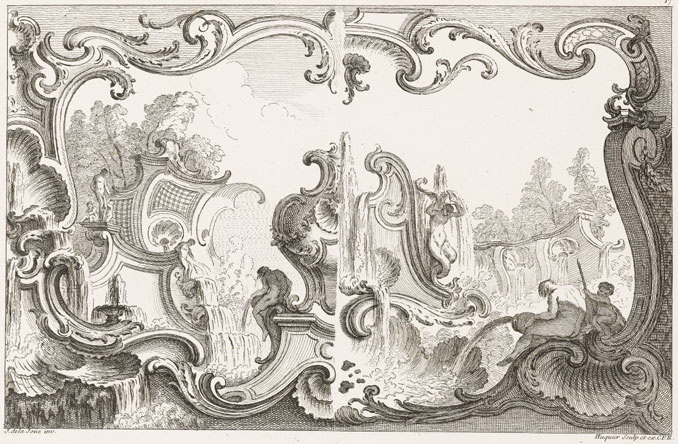
Орнамент с фонтаном. 1734. Офорт Г. Юкье